# Charles de La Monneraye
Charles-Ange, comte de La Monneraye (3 février 1812 à Rennes, Ille-et-Vilaine - 12 mars 1904 à Vannes, Morbihan) était un militaire, historien et homme politique français du XIXe siècle, qui fut député du Morbihan à la fin du Second Empire et sous la IIIe République naissante, puis sénateur du même département à partir de 1876.

## Biographie

### Jeunes années et carrière militaire
Fils de l'amiral Pierre Bruno Jean de La Monneraye et de Marie Perrine Jeanne de La Grandière (fille de l'amiral Charles-Marie de La Grandière),,. Il entre en 1821 au collège royal de Rennes, actuel lycée Émile Zola, puis en 1823 il intègre le collège des jésuites de Sainte-Anne-d'Auray. En septembre 1828, il obtient brillamment son admission à l'école royale militaire de Saint-Cyr. Il y sera intégré en novembre de la même année. Durant sa deuxième année d'instruction militaire, Charles de la Monneraye est affecté au château de Saint-Cloud, puis à Rambouillet, à la garde du roi Charles X. Il y fera la connaissance du jeune Henri d'Artois, duc de Bordeaux, futur comte de Chambord, alors âgé de 10 ans, dont il défendra plus tard l'accession au trône de France. Son classement de sortie de Saint-Cyr, dans la botte des vingt premiers, lui permit d'entrer à l'école de l'état-major, à laquelle il accéda le 1er janvier 1831. Il en sortira classé 3e et débutera sa carrière militaire en tant que topographe au service de géographie des armées. Il sera gradé capitaine en 1836, seulement âgé de 24 ans.
Il dut démissionner de l'armée pour motif familial en 1839.

### Archéologue et historien
Rentré vivre auprès de sa mère au château du Clyo, à Caro dans le Morbihan, Charles de la Monneraye se consacre à la gestion du domaine agricole familial et à l'étude des dolmens qui parsèment le département et la région bretonne. Archéologue, il est l'un des premiers érudits à se passionner pour ces mystérieux empilement de pierres, dont on ne savait rien encore ou très peu de choses. Durant plusieurs années, il les répertoriera avec soin, les comparant, les décrivant, les mesurant et les dessinant.
Il se lance également dans l'étude du patrimoine religieux de la Bretagne des XIe et XIIe siècles. Il publie son premier essai consacré à ce sujet en 1849 : "Essai sur l'histoire de l'architecture religieuse de la Bretagne pendant la durée des XIe et XIIe siècles". Ce travail fut récompensé par une médaille d'or de l'Institut de France.
À cette époque le château familial du Clio, à quelques kilomètres de la cité médiévale de Malestroit, devient un lieu prisé des intellectuels bretons. S'y côtoient autour de Charles de la Monneraye Arthur de la Borderie, Louis Bizeul, Aurélien de Courson et bien d'autres membres éminents de l'Association Bretonne avec lesquels il collabore à la publication de la Revue de Bretagne et de Vendée. En 1883, il publiera un autre essai historique remarqué de ses contemporains : "La géographie ancienne et historique de la péninsule armoricaine". Cet ouvrage, ainsi que ces travaux scientifiques suivants sur "les origines de la population française", lui vaudront d'accéder à la vice-présidence de la Société Polymathique de Morbihan en 1888. Il en refusera la présidence par manque de temps à y consacrer.
Charles de la Monneraye était aussi un collectionneur d'objets anciens, notamment préhistoriques, glanés au fil de ses voyages et de ses recherches. Ces artéfacts étaient regroupés et soigneusement classés dans un cabinet de curiosités occupant un des salons du château du Clio.

### Carrière politique
Dès 1842, Charles de la Monneraye est élu conseil général du canton de Malestroit, succédant à Mathurin Le Goaëbde de Bellée. Il sera réélu sans discontinuer pendant 50 ans, jusqu'en 1892. Au Conseil général du Morbihan, il occupera d'abord les fonctions de vice-président avant d'être élu une première fois président de l'assemblée départementale le 23 août 1851. Mais il laissera sa place un an plus tard au général de Lourmel, aide de camp de Napoléon III. Il sera cependant réélu président du Conseil généralsous la IIIe République, le 20 octobre 1874.
Fort de ce premier mandat local, Charles de La Monneraye se présentera comme candidat de l'opposition légitimiste, au Corps législatif, aux élections du 23 mai 1869 dans la Ire circonscription du Morbihan qui ne recouvrait pas son canton d'élection initiale. Élu député par 15 528 voix contre 13 269 au député sortant Thomas Kercado et 1 105 à Jules Simon, il siège dans le tiers-parti, sur les bancs du Centre gauche. Il vote pour la guerre contre la Prusse. Il conserve son mandat jusqu'au renversement du Second Empire et à la proclamation de la République le 4 septembre 1870.
Réélu lors des élections à l'assemblée nationale du 8 février 1871, qui entraînèrent la formation du gouvernement d'Adolphe Thiers, en remplacement du gouvernement de la Défense nationale présidé par le général Trochu, le 4e sur 10, par 56 711 voix, il siège alors sur les bancs de la droite légitimiste et se fait inscrire au Cercle des Réservoirs, l'un de ces groupes informels, qui, en l'absence de partis constitués, exerce la réalité de la vie parlementaire. Il signe la demande de rétablissement de la monarchie et l'adresse des députés syllabistes au pape. Il vote pour l'abrogation des lois d'exil, pour le pouvoir constituant, pour la démission de Thiers, pour le septennat, contre le gouvernement de Broglie, contre l'amendement Wallon et contre les lois constitutionnelles.
Il reste député jusqu'au 7 mars 1876 et quitte l'Assemblée nationale à la suite de son élection le 30 janvier 1876 comme sénateur du Morbihan, par 220 voix (sur 335 votants). Il vote la dissolution de la Chambre demandée par le ministère de Broglie et combat les ministères républicains. Il est réélu au Sénat à deux reprises, au renouvellement triennal du 5 janvier 1879 (par 215 voix sur 327 votants) et à celui du 5 janvier 1888 (par 659 voix sur 944 votants). Il continue de combattre de ses votes à la Chambre haute la politique républicaine. Il se prononce contre le rétablissement du scrutin d'arrondissement (13 février 1889), contre le projet de loi Lisbonne restrictif de la liberté de la presse, contre la procédure à suivre devant le Sénat à l'encontre du général Boulanger. Il démissionne le 24 avril 1894.
Charles de La Monneraye meurt le 12 mars 1904 à Vannes, à l'âge de 92 ans.

### Vie de famille
Charles de La Monneraye épouse, le 9 mai 1842, Louise Clotilde Marie Judith Robiou de Troguindy, née en 1821, fille de Jean-Marie Robiou de Troguindy et de Marie Anne Hermine de Lambilly dont:
- Marthe, religieuse Réparatrice.
- Marguerite.
- Jeanne Marie Juliette (1860-1909). Elle épouse le 17 janvier 1882, Charles-Eugène-Édouard, marquis de Lespinay de Marteville de Pancy et lui donne 4 enfants: Madeleine (+1908), Anne-Marie (1882-1908), Paule (1886-1971)), et  Yvan (1893-1924), dont postérité.

### Propriétés
Vers 1855, le comte Charles de La Monneraye achète les vestiges et les terres du château de Coët-an-Fao, situé à Séglien, édifié au XVIIIe siècle, à l’emplacement d’un ancien château construit en 1549 et d'un manoir mentionné dès le XIIIe siècle.
À partir des années 1860, il fait rebâtir le château Saint-Hubert (encore appelé château du Clyo ou Clio), datant de la seconde moitié du XVIe siècle, la belle demeure de famille, construite en pierre de taille, qu'il possède à Caro.

## Armoiries
- d'or à la bande de gueules chargée de 3 têtes de lion d'argent et accostée de 2 serpents ailés d'azur.

## Œuvres
- Charles de la Monneraye, Essai sur l'histoire de l'architecture religieuse en Bretagne pendant la durée des XIe et XIIe siècles, Rennes, Imprimerie de Mme de Caila, 1849
- Charles de la Monneraye, Mémoires sur l'étude des villes et voies romaines en Bretagne, Bulletin archéologique de l'Association bretonne, Rennes, Verdier, 1849, p. 230 à 243